# Sphaeria convolvulicola
Sphaeria convolvulicola är en svampart som beskrevs av Haller 1768. Sphaeria convolvulicola ingår i släktet Sphaeria och familjen kolkärnsvampar.   Inga underarter finns listade i Catalogue of Life.